# Dominique Riquet
Dominique Riquet, né le 18 septembre 1946 à Valenciennes (Nord), est un homme politique français. Membre du Parti radical puis du Mouvement radical, il est maire de Valenciennes de 2002 à 2012 et député européen de 2009 à 2024.

## Situation personnelle
Dominique Riquet est marié et père de deux enfants.
Il est chirurgien spécialiste en urologie. Major à l'externat des hôpitaux en 1967 et à l'internat des hôpitaux de Lille en 1969, il décroche sa spécialité en urologie en 1977. Il est membre du conseil d'administration de la faculté de médecine de Lille de 1984 à 1990. En 2004, il est fait chevalier de l'ordre des Arts et des Lettres.

## Parcours politique

### Maire et conseiller régional
Dominique Riquet devient adjoint au maire de Valenciennes, Jean-Louis Borloo, entre 1989 et 1995, puis son premier adjoint entre 1995 et 2001. Il le remplace à la mairie de Valenciennes lorsque celui-ci entre au gouvernement en 2002. Il est réélu au premier tour en mars 2008. De cette date à 2014, il est vice-président de la communauté d'agglomération Valenciennes Métropole. 
Il quitte ses fonctions de maire le 22 juin 2012, sa première adjointe Valérie Létard assure alors l'intérim. Son successeur, Laurent Degallaix, est élu le 28 juin 2012 et Dominique Riquet devient deuxième adjoint. Depuis les élections municipales de 2014, Dominique Riquet est conseiller municipal de la ville. Les points marquants de son bilan à la mairie de Valenciennes tiennent à la reconversion et au développement industriels de la ville, favorisant une réduction du chômage, à la rénovation urbaine ainsi qu’à l’ouverture de la ville à son agglomération avec la création de son tramway.
De 1992 à 2009, Dominique Riquet est également membre du conseil régional du Nord-Pas-de-Calais, où il préside le groupe UDF. Lors de la campagne des élections régionales de 2015 en Nord-Pas-de-Calais-Picardie, il affiche son soutien pour Xavier Bertrand, qui mène une liste commune avec Les Républicains, l'UDI et le MoDem.

### Député européen
Dominique Riquet est choisi pour conduire la liste de la majorité présidentielle dans la circonscription Nord-Ouest pour les élections européennes de 2009. Il est élu avec trois de ses colistiers : Tokia Saïfi, Jean-Paul Gauzès et Pascale Gruny. Tous adhèrent alors au groupe du Parti populaire européen (PPE). 
Lors de son premier mandat (2009-2014), Dominique Riquet est vice-président de la commission des transports. Il s'intéresse particulièrement au financement des infrastructures de transports, notamment dans le cadre du programme du réseau transeuropéen de transport (RTE-T). Il est également membre titulaire de la commission des budgets. Lors de ce mandat, il est notamment l'un des trois rapporteurs pour le Parlement européen du mécanisme pour l'interconnexion en Europe.
Le 25 mai 2014, il est candidat sur la liste « Les Européens », représentant L'Alternative, dans la circonscription Nord-Ouest. Dans le département du Nord, la liste arrive en troisième place avec 11,5 % des voix, derrière la liste Front national conduite par Marine Le Pen (32,8 %) et la liste de l'UMP conduite par Jérôme Lavrilleux (17,1 %). Il rejoint alors le groupe de l'Alliance des démocrates et des libéraux pour l'Europe (ADLE) au Parlement européen. 
En 2014, Dominique Riquet est réélu vice-président de la commission des transports et du tourisme. En 2015, il fonde un intergroupe parlementaire consacré aux investissements de long terme et à la réindustrialisation, qu'il préside depuis lors[source insuffisante]. Il est par ailleurs membre de la délégation pour les relations avec la république populaire de Chine, membre suppléant de la commission de l'industrie, de la recherche et de l'énergie ainsi que membre suppléant de la délégation pour les relations avec le Japon.
Au Parlement européen, il participe notamment à l’élaboration du quatrième paquet ferroviaire,,, et du plan de financement du canal Seine-Nord Europe,. Dans le cadre de l'intergroupe sur les investissements de long terme et la réindustrialisation, il se positionne également en faveur du plan Juncker, en appelant toutefois à un investissement de départ plus important encore de la part de la Commission européenne, ainsi que pour son successeur, le programme InvestEU pour la période 2021-2027,.
Il est mis en cause et très rapidement innocenté en mai 2017 pour des soupçons d’emploi fictif concernant son assistant parlementaire,. La même année, il est élu président de la délégation française du groupe de l'Alliance des démocrates et des libéraux pour l'Europe (ADLE).
Lors des élections européennes de 2019, il est candidat en 16e position sur la liste de La République en marche. Réélu député européen le 26 mai 2019, il devient vice-président du groupe Renew Europe. Il siège de nouveau au sein de la commission du transport et du tourisme et comme suppléant à la commission de l'industrie, de la recherche et de l'énergie. Il ne se représente pas lors des élections européennes de 2024,.

## Décoration
- Chevalier de l'ordre des Arts et des Lettres (juillet 2004).